# 李商隱撰劍州重陽亭碑
李商隱撰《重修重阳亭铭》碑位於四川省广元市剑阁县城郊，文物遺址年代判定為唐。1956年8月16日公佈為四川省第一批歷史及革命文物保護單位。1980年7月7日重新公佈為四川省第一批文物保護單位。2013年3月5日公佈為第七批全國重點文物保護單位。